# Kira Roessler
Kira Roessler (New Haven, 12 giugno 1961) è una bassista e cantante statunitense.
Nel 1983 sostituì Chuck Dukowski nei Black Flag e divenne la bassista della band. I Black Flag la scelsero dopo averla vista suonare nei DC3, punk band di Los Angeles. Suonò in cinque album dei Black Flag e rimase nella band fino alla fine del tour di In My Head, nel 1985.
Dopo lo scioglimento dei Black Flag formò i Dos con Mike Watt (con il quale è stata anche sposata tra il 1987 e il 1994), e contribuì all'ultimo album dei Minutemen, 3-Way Tie (For Last), e con i fIREHOSE.
Kira Roessler lavora anche nel settore cinematografico (più precisamente al montaggio sonoro), ed è stata accreditata in molti film, tra cui Confessioni di una mente pericolosa, Sotto il sole della Toscana, ATL, New Moon, Drillbit Taylor e Mad Max: Fury Road, grazie al quale nel 2016 si è aggiudicata un Oscar per il mio miglior montaggio sonoro. Precedente aveva vinto un Emmy per un episodio della miniserie televisiva John Adams.
Inoltre è apparsa nei documentari We Jam Econo: The Story of the Minutemen e American Hardcore.

## Discografia

### Con i Black Flag
- 1984 - Family Man
- 1984 - Slip It In
- 1984 - Live '84
- 1985 - Loose Nut
- 1985 - In My Head

### Con i Dos
- 1986 - Dos, (New Alliance Records)
- 1989 - Numero Dos (EP), (New Alliance Records)
- 1989 - Uno Con Dos (CD), (New Alliance Records)
- 1996 - Justamente Tres (CD), (Kill Rock Stars)

### Altre apparizioni
- 3-Way Tie (For Last), con i Minutemen
- Ball-Hog or Tugboat?, album solista di Mike Watt